# Éric Guéret
Pour les articles homonymes, voir Guéret (homonymie).
Éric Guéret est un réalisateur français de documentaires.

## Biographie
Il réalise depuis 1992 des films sur des sujets de société et d’environnement.
Il est spécialisé dans le cinéma de proximité, filmant en immersion totale, au plus proche des personnes, pendant de très longues périodes. La plupart de ses films racontent des combats, sous toutes leurs formes.
Combats collectifs, comme dans Greenpeace, Opération plutonium, qui plonge au cœur de la campagne nucléaire de Greenpeace, Tous ensemble qui suit celui des syndicalistes de la CGT et dernièrement « Le 'Feu Sacré qui partage la lutte des salariés de l’aciérie Ascoval.
Combats individuels aussi, comme dans La mort est dans le pré, auprès d'agriculteurs victimes de pesticides ou Femmes sans domicile qui raconte les conditions de survie des femmes à la rue.
Il s’est par ailleurs, beaucoup penché sur les luttes contre les violences et les discriminations. Le film Les insoumises réalisé avec Frédérique Menant parle de femmes qui font face à la violence masculine dans le monde entier, Homo la haine de l’homophobie et de ses conséquences, ou encore Trans c’est mon genre du rejet des personnes transgenres.
Ses derniers films se penchent plus sur la reconstruction des victimes de traumatismes, comme 13 novembre, vivre avec qui accompagne quelques victimes des attentats de Paris au cours de leur première année de survivants, ou Enfance abusée qui donne la parole à 8 victimes de pédo-criminalité.
Il a réalisé quelques documentaires d’investigation sur des sujets environnementaux comme Déchets, le cauchemar du nucléaire, Sécurité nucléaire, le grand mensonge ou Manger peut nuire à la santé.

## Filmographie
- 1992 : Les Enfants du parti, documentaire - 52 min - Planète+
- 1998 : Histoires de profs, série documentaire de 8 épisodes de 13 min - La Cinquième
- 1999 : Paroles d'enfants, documentaire - 60 min - TSR (Suisse) et RTS (Sénégal)
- 2001 : France Gall par France Gall, documentaire - 120 min - France 3
- 2001 : Citoyen du vent, documentaire - 60 min - France 3 Corse
- 2002 : Renaud, le rouge et le noir, documentaire - 125 min - France 3
- 2003 : Langues maternelles, documentaire - 90 min - La Cinquième et Planète+
- 2003 : Julien en Clerc, documentaire - 130 min - France 3
- 2005 : Greenpeace, opération plutonium - feuilleton documentaire - 5 x 26 min - Arte
- 2006 : Les Mitterrand(s), coécrit avec Serge Moati - 57 min - Arte
- 2006 : Coluche, la France a besoin de toi - 52 min - France 3
- 2007 : Femmes sans domicile, documentaire - 98 min - Arte
- 2009 : Déchets : Le Cauchemar du nucléaire, documentaire - 98 min - Arte
- 2010 : Tous ensemble, en collaboration avec Hugues Nancy - documentaire - 75 min
- 2012 : La Mort est dans le pré, documentaire (sur les produits phytosanitaires[1]) - 52 min - France 2
- 2013 : Les Insoumises, documentaire - Infrarouge, 110 min - Canal+
- 2014 : Homos, la haine, documentaire - Infrarouge, France 2
- 2015 : La santé en France, documentaire - 90 min - France 3
- 2016 : Trans, c'est mon genre - Infrarouge, France 2[2],[3]
- 2016 : 13 novembre, Vivre avec - Infrarouge, France 2[2],[3]
- 2017 : Sécurité nucléaire : le grand mensonge, documentaire - Arte[4]
- 2018 : Enfance abusée, documentaire - Infrarouge, France 2
- 2020 : La vie est dans le pré, documentaire - 79 min - France 3
- 2020 : Le Feu sacré, documentaire - Cinéma